# Burgthann
Burgthann è un comune tedesco di 11 373 abitanti, situato nel land della Baviera.